# Seta medicinal
Setas medicinales son setas o extractos de setas que se utilizan o estudiados como posibles tratamientos para las enfermedades. Algunos materiales de setas, incluyendo polisacáridos, glicoproteínas y proteoglicanos, modulan las respuestas del sistema inmunitario e inhiben el crecimiento del tumor. Algunos medicamentos aislados de setas que se han identificado también muestran promisorias cardiovasculares, antivirales, antibacterianos, antiparasitarios, antiinflamatorios y antidiabéticos. Actualmente, varios extractos tienen uso generalizado en Japón, Corea y China, como complementos a los tratamientos de radiación y quimioterapia.